# Полімерні промивальні рідини
Полімерні промивальні рідини — бурові розчини, що складаються з водних розчинів одного або двох високомолекулярних полімерів. Полімери призначені для зниження водовіддачі, попередження диспергування розбурюваних кальцієвих глин та інших порід, їх флокуляції та покращення реологічних властивостей рідини.
Водний розчин полімерів не має тиксотропної структури і не кольматує проникні стінки свердловини. Для усунення цих недоліків у полімерний розчин вводять невелику кількість колоїдної твердої фази (бентоніт, азбест тощо).
Полімерні промивальні рідини з малим вмістом твердої фази одержують обробкою глинистої суспензії з попередньо гідратованим і диспергованим у прісній воді бентонітом, полімерним знижувачем водовіддачі (КМЦ та ін.) і нафтою з наступним додаванням водного розчину полімеру-флокулянту (поліакриламіду).
При приготуванні безглинистої суспензії, водний розчин полімеру-знижувача водовіддачі змішують з водним розчином солі перехідного металу. При цьому утворюється гідрогель-полімерна суспензія з конденсованою твердою фазою. Для запобігання збагачення такої суспензії тонкодисперсним шламом розбурюваних порід, її обробляють флокулянтами та інгібіруючими електролітами.
Полімерні недиспергуючі суспензії застосовують у розрізах, складених стійкими породами, де відсутні висококолоїдні глини. Такі рідини дозволяють значно покращити показники роботи доліт з огляду на малий вміст у цих рідинах твердої фази.